# Цвєтков Олександр Глібович
Олександр Глібович Цвєтков (31 жовтня 1950, Київ) — український дипломат. Генеральний консул України в Единбурзі (2002–2006). Надзвичайний і Повноважний Посол України в Королівстві Норвегія (2008–2011).

## Біографія
Народився 31 жовтня 1950 р. у м. Києві. У 1973 закінчив Київський державний університет ім. Т. Г. Шевченка, спеціаліст з міжнародних відносин, доктор історичних наук.
З 1973 по 1991 — працював в Інституті історії та Інституті соціальних і економічних проблем зарубіжних країн Академії наук України.
З 1993 по 1994 — глава Місії ОБСЄ в Грузії з врегулювання конфлікту в Південній Осетії.
З 1994–2010 — працював радником Посольства України у Південно-Африканській Республіці, Генеральним консулом України в Единбурзі (Велика Британія), Директором Політичного департаменту МЗС України.
З 08.05.2008 — 30.05.2011 — Надзвичайний і Повноважний Посол України в Королівстві Норвегія.
Має дипломатичний ранг — Надзвичайний і Повноважний Посланник першого класу.
Гарант освітньої програми другого (магістерського) рівня "Регіональні студії" в Київському університеті імені Бориса Грінченка.